# Rybnik
Rybnik (uitspraak: [ˈrɨbnik], ong. ribniek) is een stad in het Poolse woiwodschap Silezië. De oppervlakte bedraagt 148,26 km², het inwonertal 141.755 (2005).

## Verkeer en vervoer

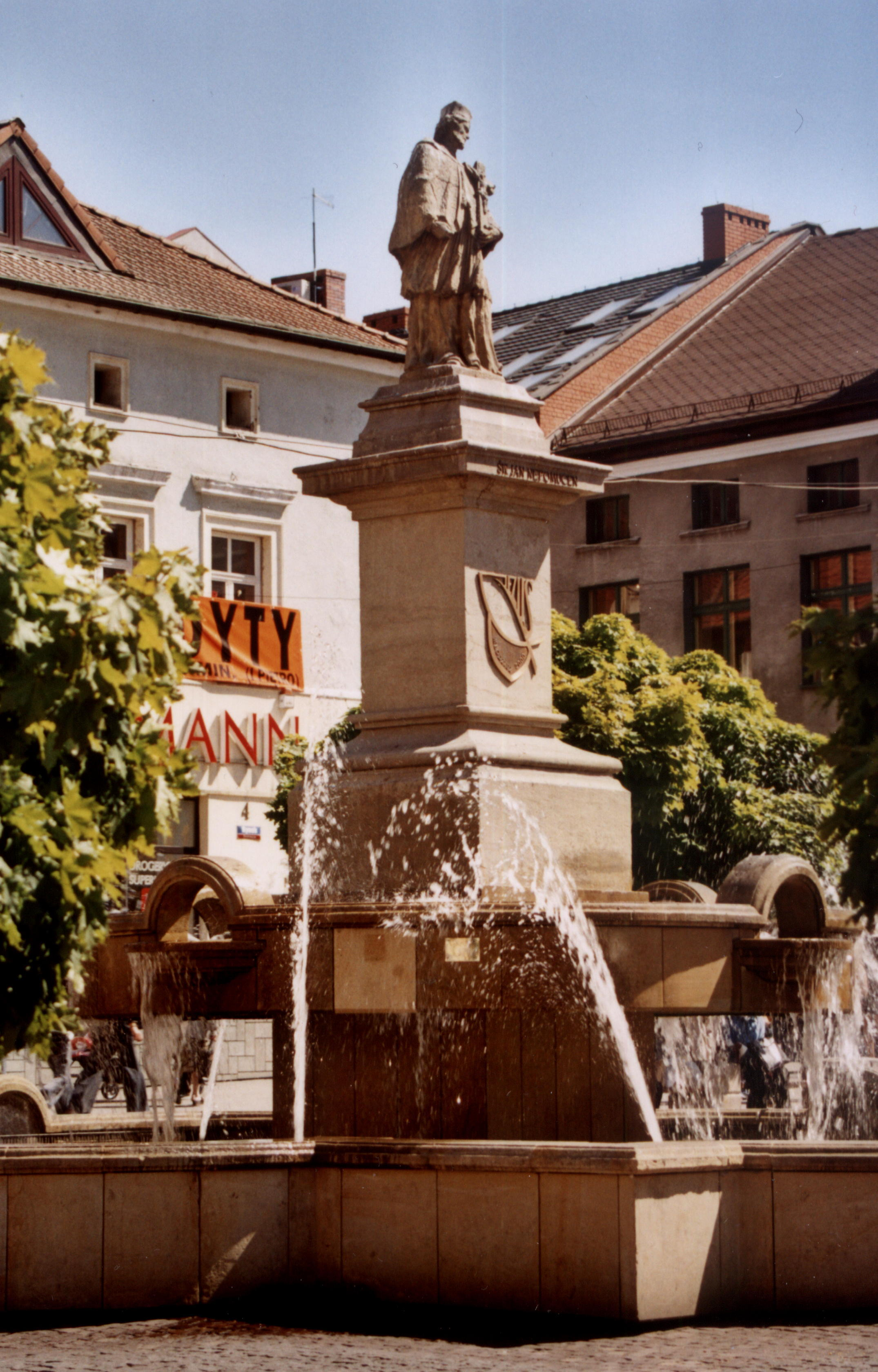
Monument H. Johannes Nepomucenus in Rybnik

- Station Rybnik Niedobczyce
- Station Rybnik Niewiadom
- Station Rybnik Paruszowiec
- Station Stodoły

## Geboren in Rybnik
- Jerzy Dudek (1973), voetbalkeeper
- Olek Krupa (1955), acteur
- Mariusz Prudel (1986), beachvolleyballer